# Essex Street Chapel
Essex Hall, Street Chapel, également connue sous les noms d'Essex Street Chapel ou d'Essex Church, est un lieu de culte unitarien à Londres. Édifiée pour la première fois en 1778, c'est la première église en Angleterre antitrinitaire, établie alors que dissidents à l'Église d'Angleterre anglicane étaient persécutés.
Essex Street, berceau de l'unitarisme britannique, est associée aux réformateurs sociaux et aux théologiens. La congrégation se déplace vers l'ouest au XIXe siècle, et le bâtiment devient le siège de la British and Foreign Unitarian Association et de l'Association des écoles du dimanche. C'est aujourd'hui le siège de la General Assembly of Unitarian and Free Christian Churches, organisation faîtière de l'unitarisme britannique.

## Essex Hall

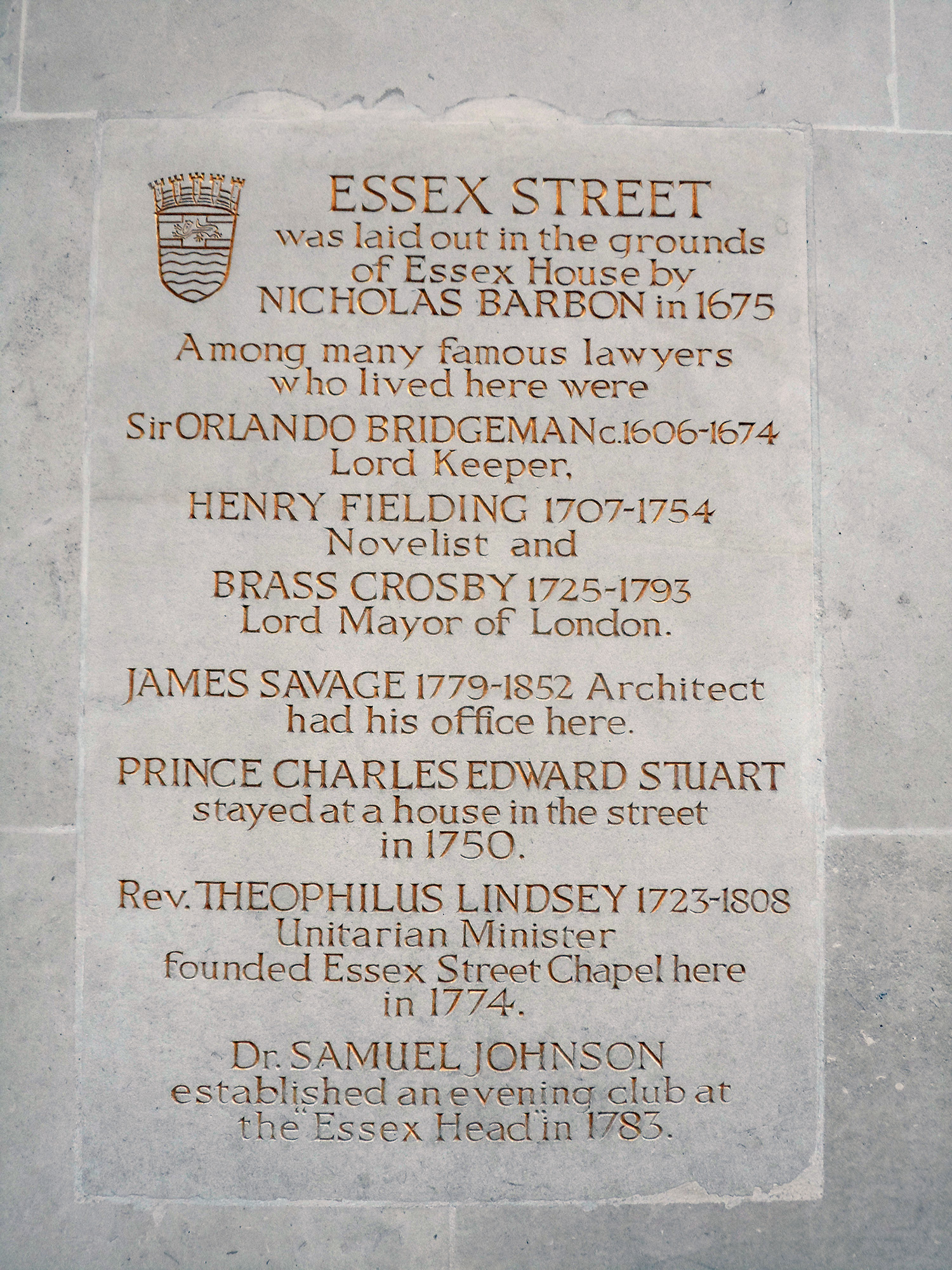
Plaque du conseil du comté de Londres sur Essex Hall

La chapelle était située à proximité du Strand, sur un site anciennement occupé par l'Essex House, résidence londonienne du comte d'Essex, éponyme de la rue Essex Street, entre la City et Westminster. À partir du milieu du XVIIIe siècle, certaines pièces de l'ancien palais ont été utilisées comme salle de vente aux enchères par un libraire haut de gamme, Samuel Paterson. D'abord une simple maison d'assemblée, la congrégation décide d'élever un nouvel édifice, achevé en 1778. Le financement est assuré par le soutien de Francis Dashwood, 11e baron le Despencer, fondateur du Hellfire Club, Thomas Brand Hollis, homme politique radical, et Samuel Heywood, serjeant-at-law et Chief Justice de la Cour de Justice du Pays de Galles. En 1860, la chapelle se dote d'un orgue.
Au milieu des années 1880, l'Essex Hall est rasé et rebâti par le cabinet d'architecture Chatfeild-Clarke, conçu pour un usage mixte : bureaux, librairie et salles de lecture, et une grande salle de conférence de 600 places. Elle est prête un an avant l'église de Kensington, et à son inauguration en 1886 est présente la fine fleur de l'unitarisme britannique.

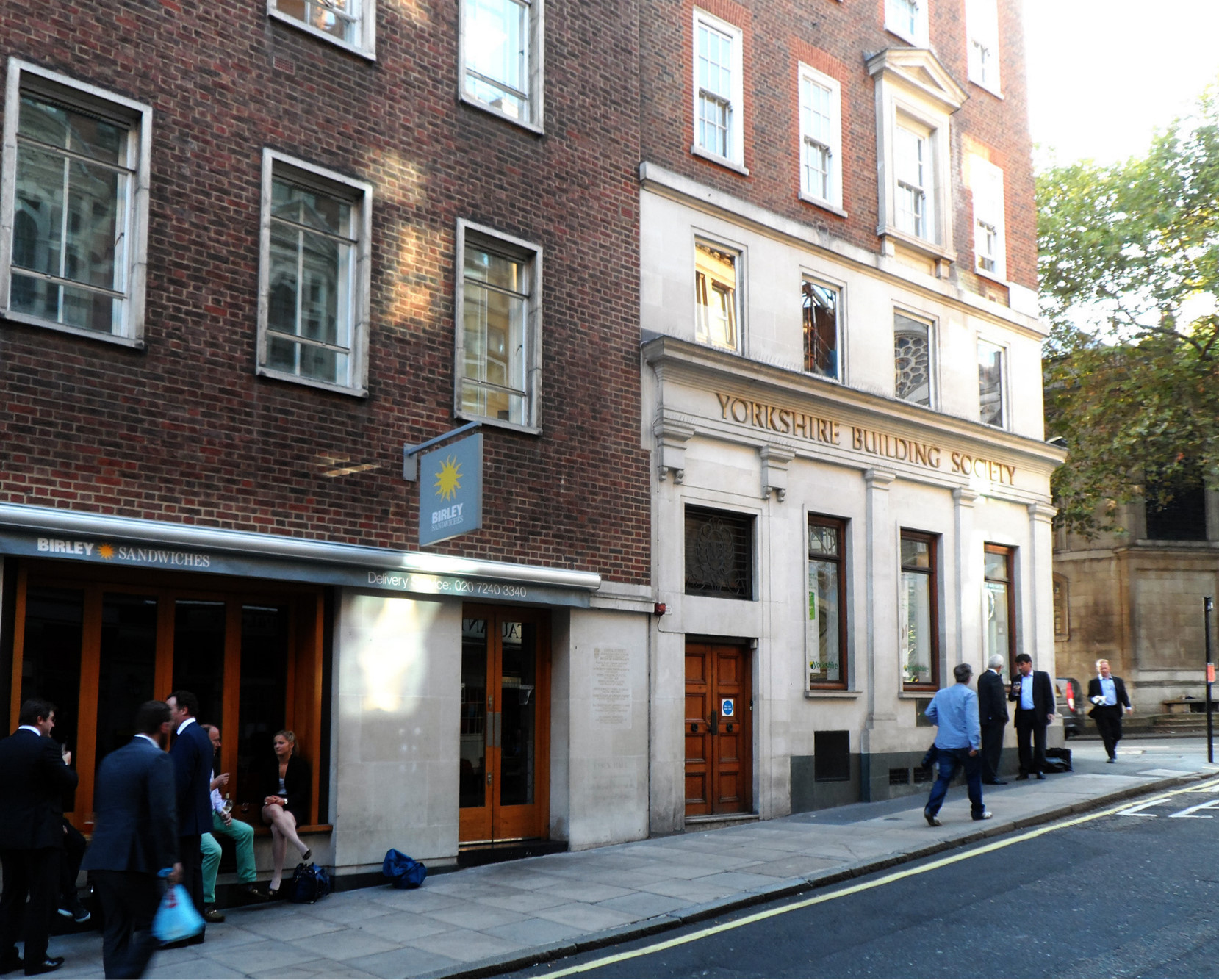
Essex Hall, Essex Street

L'espace est louée pour des concerts et des réunions publiques. Pendant de nombreuses années, le think-tank socialiste de la Fabian Society s'y réuni, ainsi que  les Christadelphiens y tiennent leur assemblée générale annuelle.
Une grande partie de la rue Essex est démolie lors du Blitz en 1944. Après-guerre, le site sert de parking, puis est reconstruit selon les plans de l'architecte, Kenneth S. Tayler. En 1958 l'édifice est achevé. En dehors du siège unitarien, la moitié de l'espace du bâtiment est loué à d'autres organisations. C'est également le siège de l'International Association for Religious Freedom (IARF), Association internationale pour la liberté religieuse.

## Essex Church

### Fondation

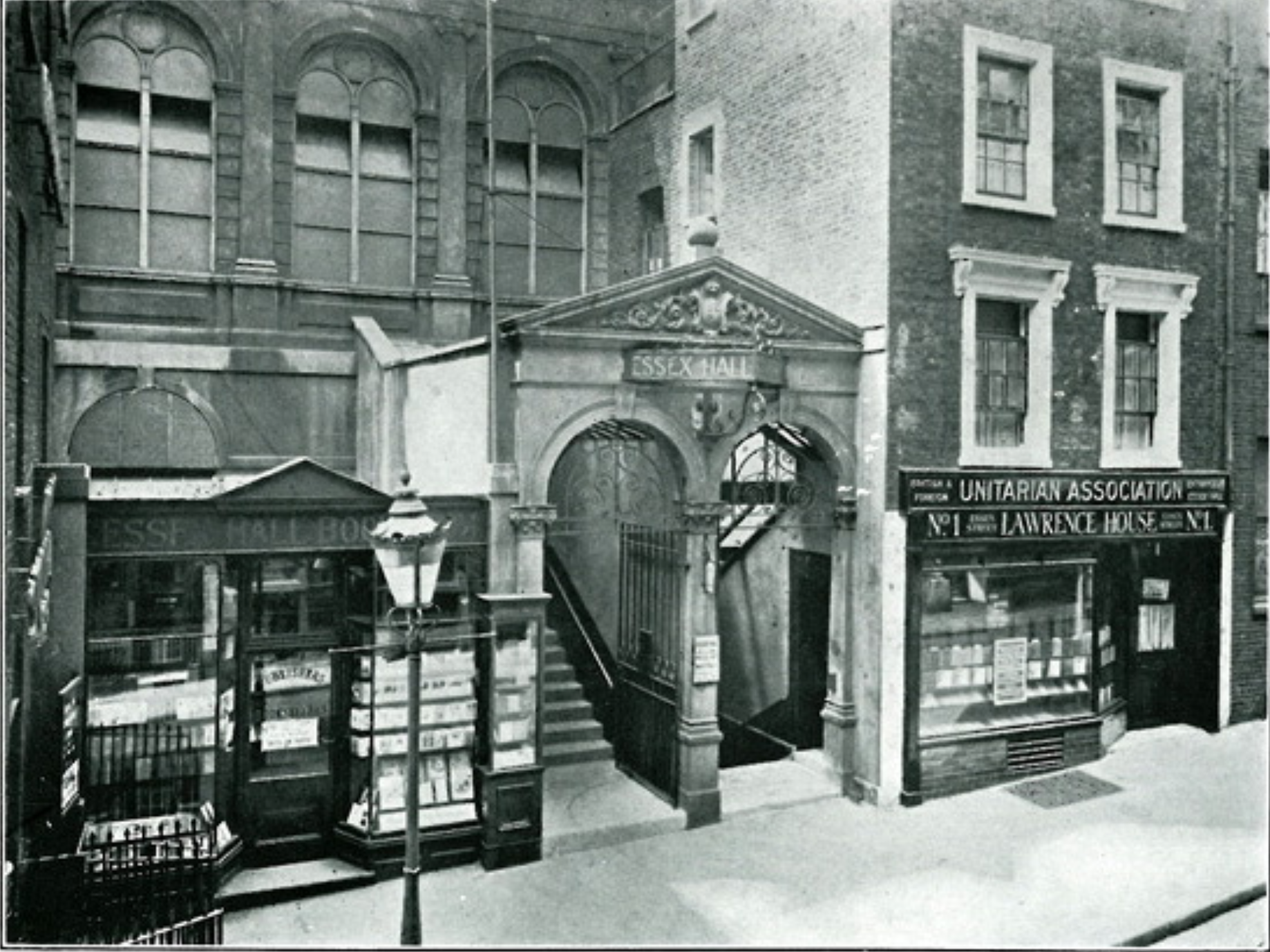
Essex Hall, première chapelle unitarienne en Angleterre

Le premier pasteur est Theophilus Lindsey, qui quitte l'Église d'Angleterre en raison de ses convictions unitarienne. Il trouve un soutien auprès d'éminents ministres presbytériens anglais tels que Richard Price, qui a alors sa propre église à Newington Green, et le savant Joseph Priestley. Les croyances unitariennes sont interdites par la loi jusqu'à la Doctrine of the Trinity Act de 1813, mais les difficultés juridiques avec les autorités sont surmontées avec l'aide de l'avocat John Lee, qui devient plus tard procureur général. L'inauguration a lieu le 17 avril 1774. Deux cents personnes sont rassemblées pour entendre prêcher Lindsey, dont Benjamin Franklin, alors agent de la province coloniale de Massachusetts Bay. C'est la première fois en Angleterre qu'une église se forme autour de croyances explicitement unitariennes,.

### Déménagement à Kensington
Dans les années 1880, l'exode de la population hors du centre de Londres, fait diminuer le nombre de fidèles. Dès 1867, le pasteur Robert Spears forme une congrégation unitarienne à quelques kilomètres à l'ouest. Sir James Clarke Lawrence, lord-maire de Londres et membre du Parlement, libéral, achète et fait don d'un terrain à Kensington Gravel Pits, aujourd'hui Palace Gardens Terrace. Une église temporaire en tôle ondulée y est construite. La British and Foreign Unitarian Association (Association unitarienne britannique et à l'étranger) et l'Association des écoles du dimanche, s'installent dans le bâtiment de la rue Essex, et la chapelle déménage pour rejoindre la congrégation de Kensington, avec assez d'argent pour construire une véritable église.
Comme convenu, la chapelle est inaugurée en 1887, sous le nom d'Essex Church, desservant la région de Kensington. Mais l'édifice se dégrade progressivement à cause de la pollution de l'air attaque la pierre. Le clocher fragilisé est démoli en 1960, le toit est fracassé par le verglas créé par le système de toilettes d'un avion en 1971. La chapelle est démolie et remplacée par une église moderne, avec des installations annexes. Le premier service a eu lieu en juillet 1977.

### Église actuelle
L'église d'Essex est basée à Notting Hill Gate à Kensington, dans l'ouest de Londres. Elle est dirigée par la pasteure Sarah Tinker, qui a obtenu son diplôme ministériel à l'Unitarian College de Manchester, après une première carrière d'enseignante.

## Liste des pasteurs
- 1774, Theophilus Lindsey
- 1793, Jean Disney
- 1805, Thomas Belham [8]
- 1829, Thomas Madge [9]
- 1859-1883 : Jambon James Panton

## Personnes associées
- Augustus FitzRoy, 3e duc de Grafton, homme politique, un des premiers membres de la congrégation.
- Le jeune William Wilberforce.
- William Smith, député, abolitionniste, et grand-père de Florence Nightingale et Barbara Bodichon. C'est en grande partie grâce à ses efforts que la Doctrine of the Trinity Act de 1813 est adoptée, rendant légale la pratique de l'unitarisme.
- Mary Hays, auteur et amie de Mary Wollstonecraft
- Nathaniel Bishop Harman, MA, MB, FRCS, ophtalmologiste, auteur de Science and Religion, père de l'écrivain Elizabeth Pakenham, comtesse de Longford et de John B. Harman . Le don le plus important pour la construction de la salle de 1958 est venu de sa veuve, le Dr Katherine (née Chamberlain). Leurs descendants incluent la politicienne Harriet Harman et les écrivains Antonia Fraser, Rachel Billington et Thomas Pakenham.
- Rupert Potter, fils de l'industriel et réformateur social Edmund Potter, et père de l'auteur et écologiste Beatrix Potter.